# Bulls eye
|  | Sammenskrivningsforslag Artiklerne Gibson Les Paul, Bulls eye er foreslået sammenskrevet. (Siden december 2020) Diskutér forslaget |

Zakk Wylde Les Paul Custom Bulls Eye er en Les Paul-guitar lavet efter en af guitaristen Zakk Wyldes guitarer, som er dekoreret som bull's eye (dart).

## Design
Guitaren, der er i salg til en vejledende pris på knap 35.000 dkk., er en eksakt kopi, hvilket inkluderer USA-producerede aktive EMG-pickupper, krop i solid mahogni,
halsen i ahorn med rå ulakeret bagside samt gribebræt i ibenholt.

## Elektronik og mekanik
- Elektronik:
  - 2 x EMG HZ
  - 3-vejs pickupvælger
  - 2 x volume
  - 2 x tone
- Mekanik:
  - Forgyldte Grover stemmeskruer.